# ミュンヘン美術院

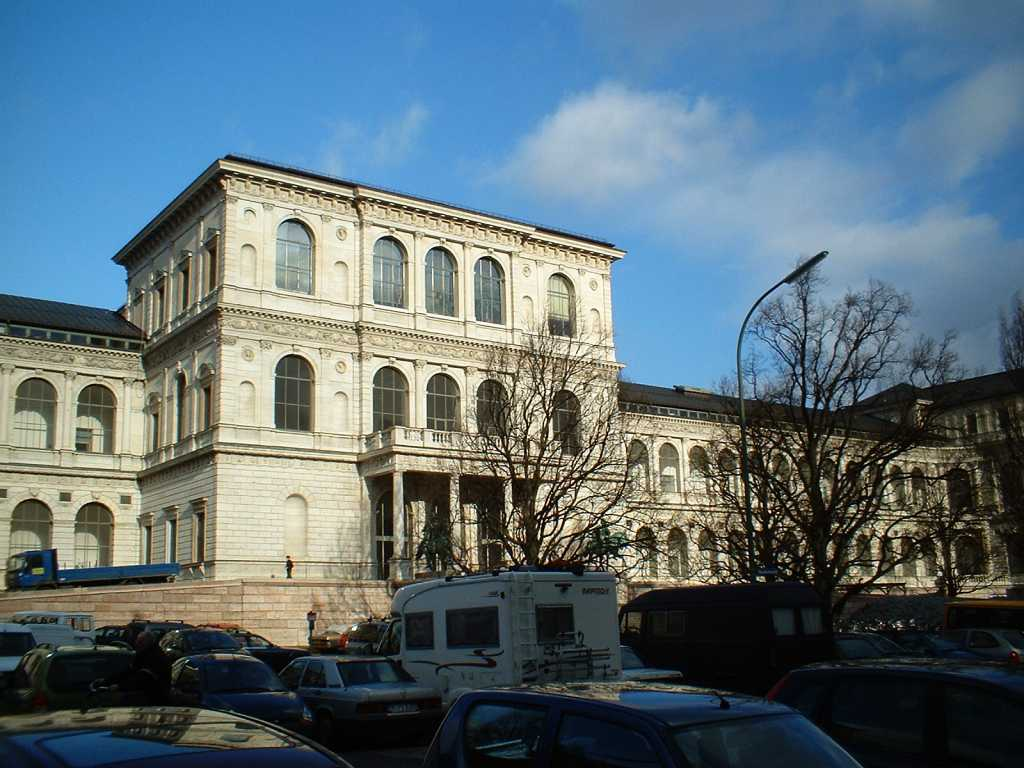
Akademie der Bildenden Künste München

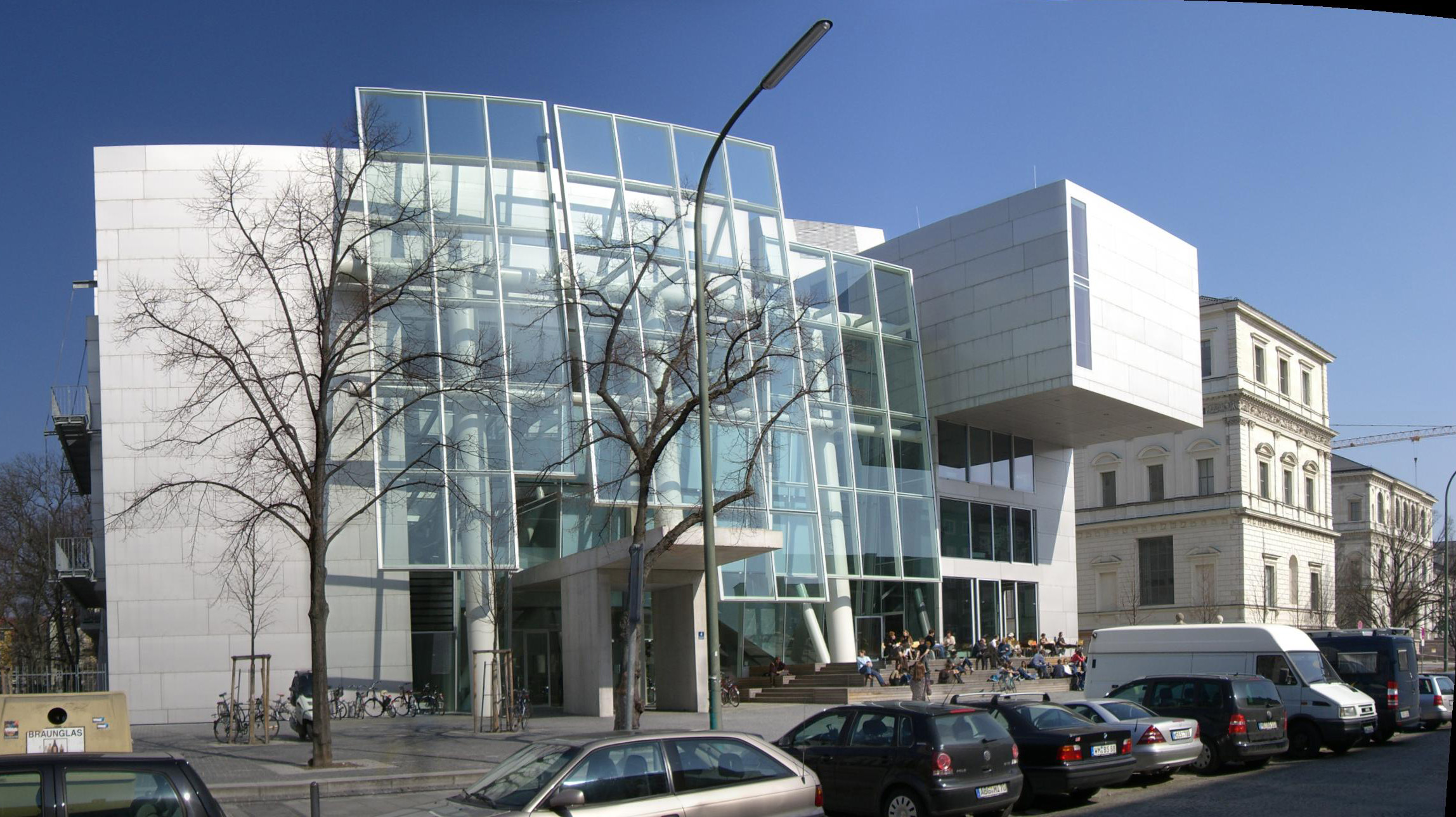
New Building

ミュンヘン美術院（ミュンヘンびじゅついん、独: Akademie der Bildenden Künste München、英: Academy of Fine Arts, Munich）は、ドイツの最も古い、また最も重要な美術院の一つである。1808年にバイエルン王国のマクシミリアン1世によって設立された。
2005年、新しい建物が建築設計事務所コープ・ヒンメルブラウによって建てられた。

## 歴史
ミュンヘンに美術学校が作られたのは18世紀で、1770年以前にバイエルン選帝侯、マクシミリアン3世ヨーゼフが、絵画学校を作っており、名称は"Zeichnungs Schule respective Maler und Bildhauer academie"としていた。1808年バイエルン王、マクシミリアン1世が王立美術院（Königliche Akademie der Bildenden Künste）を設立し、校長には、デュッセルドルフ美術アカデミーの校長であったヨハン・ペーター・フォン・ランガー（Johann Peter von Langer）を迎え、事務局長には有名な哲学者、フリードリヒ・シェリングが務めた。1824年にペーター・フォン・コルネリウスが校長を継ぎ、1868年にはミュンヘン王立工芸学校（Königliche Kunstgewerbeschule München）も設立された。美術家の養成機関としての役割に加えて、画家の協会としての役割が生まれ、マックス・ヨゼフ・ヴァーゲンバウアーといったミュンヘン地域で活動する第一世代の風景画家たちによって「ミュンヘン派」と呼ばれる画家集団が作られることになった。
ミュンヘン美術院は1852年から1920年の間、女性学生の入学を認めなかったが、ミュンヘン王立工芸学校は1872年から一部の学科への女性の入学を認めた。1882年に女性の芸術教育を行う、ミュンヘン芸術家協会（Münchner Künstlerinnenverein）の女子美術学校が作られた。
19世紀の半ばにミュンヘン美術院は世界的に評価の高い美術学校になり、画家のフランツ・デフレガー（Franz von Defregger）、フランツ・フォン・シュトゥック、彫刻家のヒルデブラント（Adolf von Hildebrand）、シュヴァンタラー（Ludwig Schwanthaler）らが教え、フランツ・フォン・レンバッハといった画家たちが学んだ。「黄金時代」を迎えるのは、ヴィルヘルム・フォン・カウルバッハやその後継者のカール・フォン・ピロティやニコラオス・ギジスが教師を務めた時代であった。19世紀終わりから20世紀のはじめの重要な画家がミュンヘン美術院で学んだ。
第一次世界大戦後のバイエルン・レーテ共和国などの成立による混乱は、急速にミュンヘン美術院の重要性を失わせた。ナチスの時代にはキャスパー（Karl Caspar）などの教授はナチスの圧力によって退職を余儀なくされた。

## 著名なメンバー
- フランツ・フォン・シュトゥック
- ワシリー・カンディンスキー
- パウル・クレー
- フランツ・マルク
- フランツ・フォン・レンバッハ

## 日本人卒業生
- 原田直次郎
- 赤木範陸